# David Sklansky
David Sklansky (Teaneck (Nueva Jersey), 22 de diciembre de 1947) es un jugador de póquer profesional estadounidense. Es uno de los primeros escritores sobre estrategia de póquer, es conocido por su enfoque matemático del juego. Su obra clave, The Theory of Poker, presenta principios fundamentales en los que se basan muchos análisis posteriores.

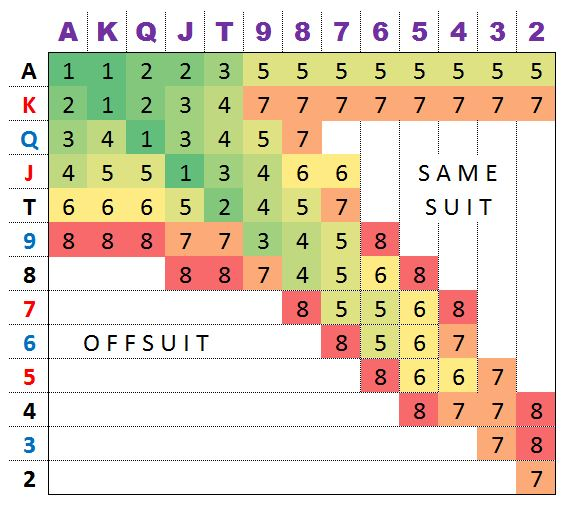
Tabla de las manos de poker de Sklansky

## Primeros años
Sklansky nació y se crio en Teaneck, Nueva Jersey, donde se graduó en Teaneck High School en el año 1966. asistió a la Universidad de Pensilvania, pero la abandonó antes de graduarse. Regresó a Teaneck y al pasar diversos exámenes de la Sociedad de Actuarios a la edad de 20, trabajó para una empresa actuarial.

## Carrera de póquer
Sklansky es la máxima autoridad en los juegos de azar. Ha escrito y contribuido en catorce libros sobre poker, blackjack, y de los juegos de azar en general.
Sklansky Ha ganado tres Pulseras de la Serie Mundial de Poker, dos en 1982 ($800 Dobles Mixtos con Dani Kelly, y $1000 Draw Hi) y uno en 1983 ($1000 Límite Omaha Hi). También ganó el evento organizado por Póquer Por El Libro en el 2004 Póquer Mundial Tour, estando en una mesa llena de leyendas de póquer, el cual incluido Phil Hellmuth Jr, Mike Caro, T. J. Cloutier, y Mike Sexton, y entonces finalmente venció a Doyle Brunson.
Sklansky asistió un año a la Wharton School of Business en la Universidad de Pensilvania antes de salir para convertirse en un jugador profesional. Trabajo un poco tiempo como agente de seguros antes de embarcarse en el mundo del poker. Mientras que trabajaba, descubrió una manera más rápida de hacer algunos los cálculos y llevó su descubrimiento a su jefe. El jefe le dijo que podía seguir adelante y hacerlo de esa manera, si él quería, pero no la pasa la información a los demás trabajadores. "En otras palabras, yo sabía algo que nadie más sabía, pero no tengo el reconocimiento de esto," Sklansky es citado diciendo en Al Álvarez de 1983, El Juego más Grande en la Ciudad. "En el poker, si eres mejor que otro, hay hacer de inmediato el dinero. Si hay algo que sé sobre el juego que la otra persona no sabe, y si él no está dispuesto aprender o no puede entender, entonces yo tomo su dinero"
A partir de 2015, sus ganancias de torneos en vivo superan los $1,350,000.
Sklansky vive en Las Vega, Nevada.

### Serie mundial de brazaletes de Póquer
| Año  | Torneo                              | Premio (EE. UU.$) |
| ---- | ----------------------------------- | ----------------- |
| 1982 | $1,000 Alto Sorteo                  | $15,500           |
| 1982 | $800 Dobles Mixtos (con Dani Kelly) | $8,800            |
| 1983 | $1,000 Límite Omaha                 | $25,500           |

## Publicaciones
Sklansky ha sido autor o coautor de 13 libros sobre la teoría de los juegos de azar y poker. Sus libros publicados por Dos Más Dos Publicación. Su libro el arte de la cubierta a menudo de la mano de las características de las armas. En 1976 libro Hold'em Poker fue el primer libro ampliamente disponible sobre el tema de poker.
- Sklansky on Razz. 1983. ISBN 0-87019-050-4. En  1983.
- Sklansky Encima Póquer: Incluyendo una Sección Especial encima Juego de Torneo, y Sklansky en Razz. 1994. Sklansky on Poker: Including a Special Section on Tournament Play, and Sklansky on Razz. 1994. ISBN 1-880685-06-X.
- Hold'em Poker. 1996. ISBN 1-880685-08-6. 1996.
- Sklansky, David; Malmuth, Mason (1997). Cómo para Hacer $100,000 un Juego de Año para un Viviente. Sklansky, David; Malmuth, Mason (1997). How to Make $100,000 a Year Gambling for a Living. ISBN 1-880685-16-7.
- Getting the Best of It. 1997. ISBN 1-880685-04-3. Él. 1997.
- Póquer, Gaming, & Vida. 1997. Poker, Gaming, & Life. 1997. ISBN 1-880685-17-5. «Collection of articles that have appeared in Card Player and similar specialist magazines during the 1990s».
- Sklansky, David; Malmuth, Mason (1999). Control'em Póquer para Adelantó Jugadores, Edición de siglo XXI. Sklansky, David; Malmuth, Mason (1999). Hold'em Poker for Advanced Players, 21st Century Edition. ISBN 1-880685-22-1.
- Sklansky, David; Malmuth, Mason; Zee, Rayo (1999). Sklansky, David; Malmuth, Mason; Zee, Ray (1999). Seven Card Stud for Advanced Players. ISBN 1-880685-23-X.
- Sklansky Talks Blackjack. 1999. ISBN 1-880685-21-3. 1999.
- Teoría de Póquer: Un Jugador de Póquer Profesional Teaches Te Cómo para Pensar Gustar Uno. 1999. Theory of Poker: A Professional Poker Player Teaches You How To Think Like One. 1999. ISBN 1-880685-00-0.
- Tournament Poker for Advanced Players. 2002. ISBN 1-880685-28-0. 2002.
- Miller, Ed; Sklansky, David; Malmuth, Mason (2004). Las participaciones pequeñas Aguantan 'em: Ganador Grande con Juego Experto. Miller, Ed; Sklansky, David; Malmuth, Mason (2004). Small Stakes Hold 'em: Winning Big with Expert Play. ISBN 1-880685-32-9.
- Sklansky, David; Miller, Ed (2006). Ningún Control de Límite 'em: Teoría y Práctica. Sklansky, David; Miller, Ed (2006). No Limit Hold 'em: Theory and Practice. ISBN 1-880685-37-X.
- DUCY? Proezas, Consejo, e Ideas del Estratega Renombrado. 2010. DUCY? Exploits, Advice, and Ideas of the Renowned Strategist. 2010. ISBN 978-1880685488.